# Huo Qubing
Huo Qubing (caratteri cinesi: 霍去病; pinyin: Huò Qùbìng; Wade-Giles: Huo Ch'üping; Linfen, 140 a.C. – 117 a.C.) è stato un militare e generale cinese della Dinastia Han, durante l'epoca dell'Imperatore Wu di Han.
Figlio illegittimo di Wei Shaoer, era quindi nipote del generale Wei Qing e dell'imperatrice Wei Zifu.

## Biografia
Cresciuto nella prosperità durante il periodo di gloria iniziale della famiglia Wei, Huo Qubing ha iniziato a mostrare talento militare fin dall'adolescenza. Venne schierato come comandante nelle spedizioni di Wei Qing, durante le quali condusse le sue truppe all'interno del territorio nemico infliggendo gravi sconfitte ai nomadi settentrionali Xiongnu. In un'occasione, il generale poté declamare la sua vittoria avendo conquistato il manufatto di grande importanza culturale per gli Xiongnu denominato Statua Dorata. Come risultato di questa conquista, ottenne grandi favori dall'imperatore.
All'età di 20 anni, fu mandato insieme a Wei Qing con eserciti diversi ad attaccare gli Xiongnu secondo l'offensiva più grande mai tentata dagli Han fino ad allora. Huo Qubing, che comandava la divisione d'èlite dell'esercito imperiale, si scontrò con il capo nomade noto come Principe Valoroso della Sinistra (左賢王, che significa letteralmente Saggio Re della Sinistra), infliggendo alla Confederazione Xiongnu come colpo letale una perdita di 70.443 uomini. Fu ampiamente ricompensato per il suo successo, ottenendo un feudo che comprendeva più di 10.000 unità famigliari.
Sebbene fosse un generale coraggioso e pluripremiato dall'Imperatore Wu, Huo aveva poco riguardo verso i suoi soldati. Nella famosa opera storiografica nota come Shiji, lo storico di corte Sima Qian annotò che Huo Qubing rifiutava di condividere la propria razione di cibo con i soldati durante la carenza di provviste, inoltre ordinava regolarmente alle sue truppe di zappare appezzamenti di terreno grandi come un attuale campo da calcio per il suo divertimento personale. Solo quando si trattava di gloria in combattimento, il generale non esitava a condividere i successi con i propri uomini. La leggenda più famosa narra che, quando l'Imperatore Wu lo premiò con una brocca di vino prezioso, Huo Qubing lo versò in un canale cosicché tutti i soldati che si apprestavano a berne l'acqua potessero condividerne il gusto. Da questa leggenda venne anche il nome della città di Jiuquan (酒泉, che significa letteralmente fonte di vino). Durante l'apice della sua carriera, molti comandanti di grado inferiore che prima servivano sotto il comando di Wei Qing, decisero di loro spontanea volontà di trasferirsi al servizio di Huo, nella speranza di ottenere insieme a lui la gloria militare.
Huo Qubing morì alla giovane età di 24 anni a causa di una pestilenza, probabilmente risultato di una primitiva forma di arma biologica. Narra la leggenda che i soldati Xiongnu gettarono nei laghi del Deserto di Gobi i cadaveri di cavalli, vacche e pecore in decomposizione, in modo che contaminassero le risorse d'acqua degli Han e diffondessero malattie infettive attraverso le file dell'esercito imperiale. Tuttavia, le truppe Xiongnu in ritirata soffrirono anch'esse gli effetti della loro stessa strategia, non avendo altre risorse d'acqua alternative.
Il fratello del generale, Huo Guang, divenne successivamente un importante statista alla corte Han. Fu prima consigliere capo dell'imperatore Zhao, ed in seguito alla morte di quest'ultimo ebbe un ruolo fondamentale nella successione al trono reale dell'imperatore Xuan.

## Cultura di massa
Huo Qubing è una delle 32 figure storiche che compaiono come personaggi speciali nel videogioco Romance of the Three Kingdoms XI, della Koei.
Nel film cinese 大汉天子2 (Da Han Tianzi 2), viene mostrato che Huo Qubing ha sposato all'età di 20 anni circa una donna di nome Qiu Chan, con la quale ha avuto una figlia che ha chiamato Huo Qilian.